# Simon-Petrus-Kirche (Bremen)

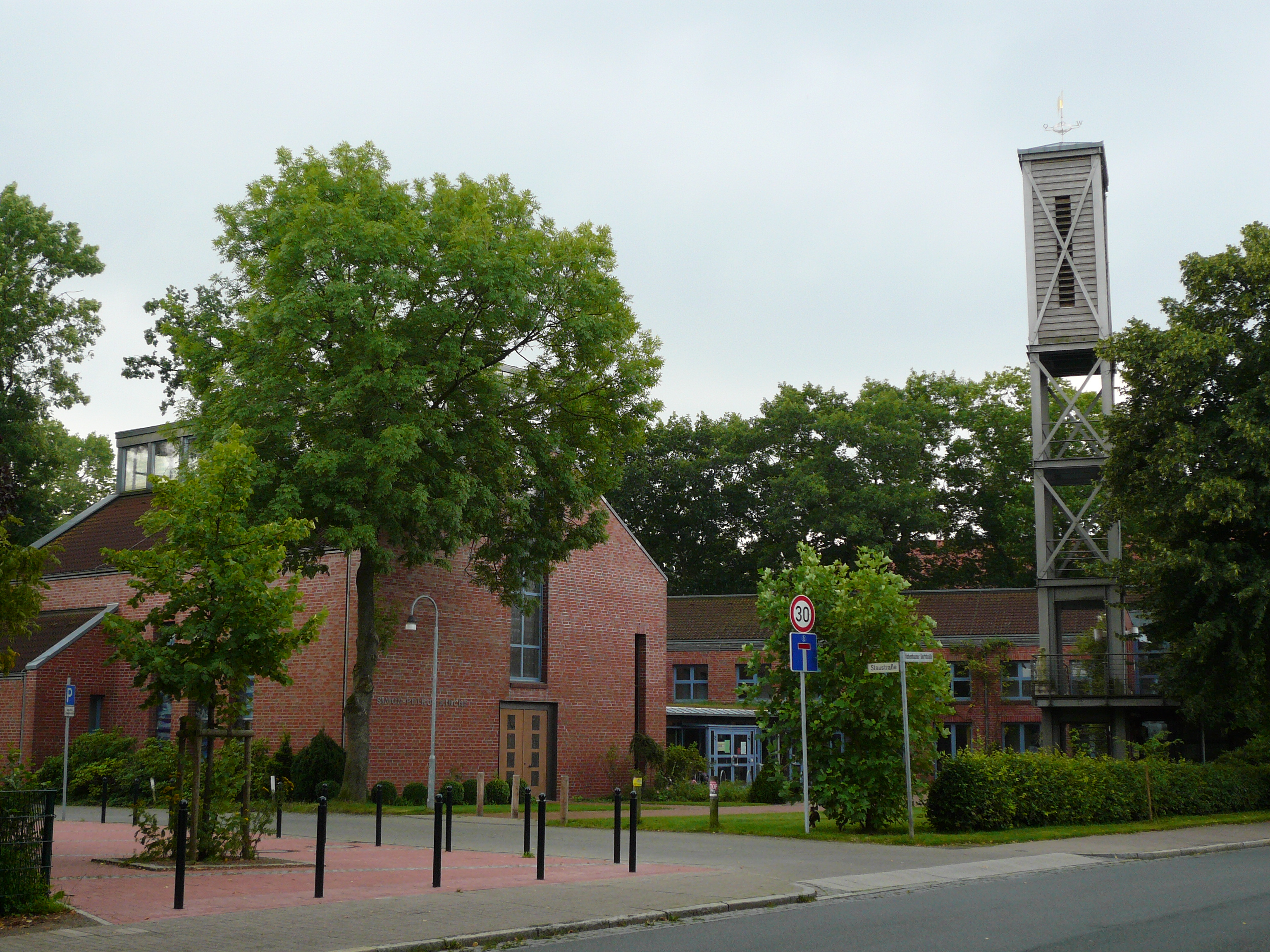
Simon-Petrus-Kirche mit Glockenturm und Gemeindehaus an der Habenhauser Dorfstraße

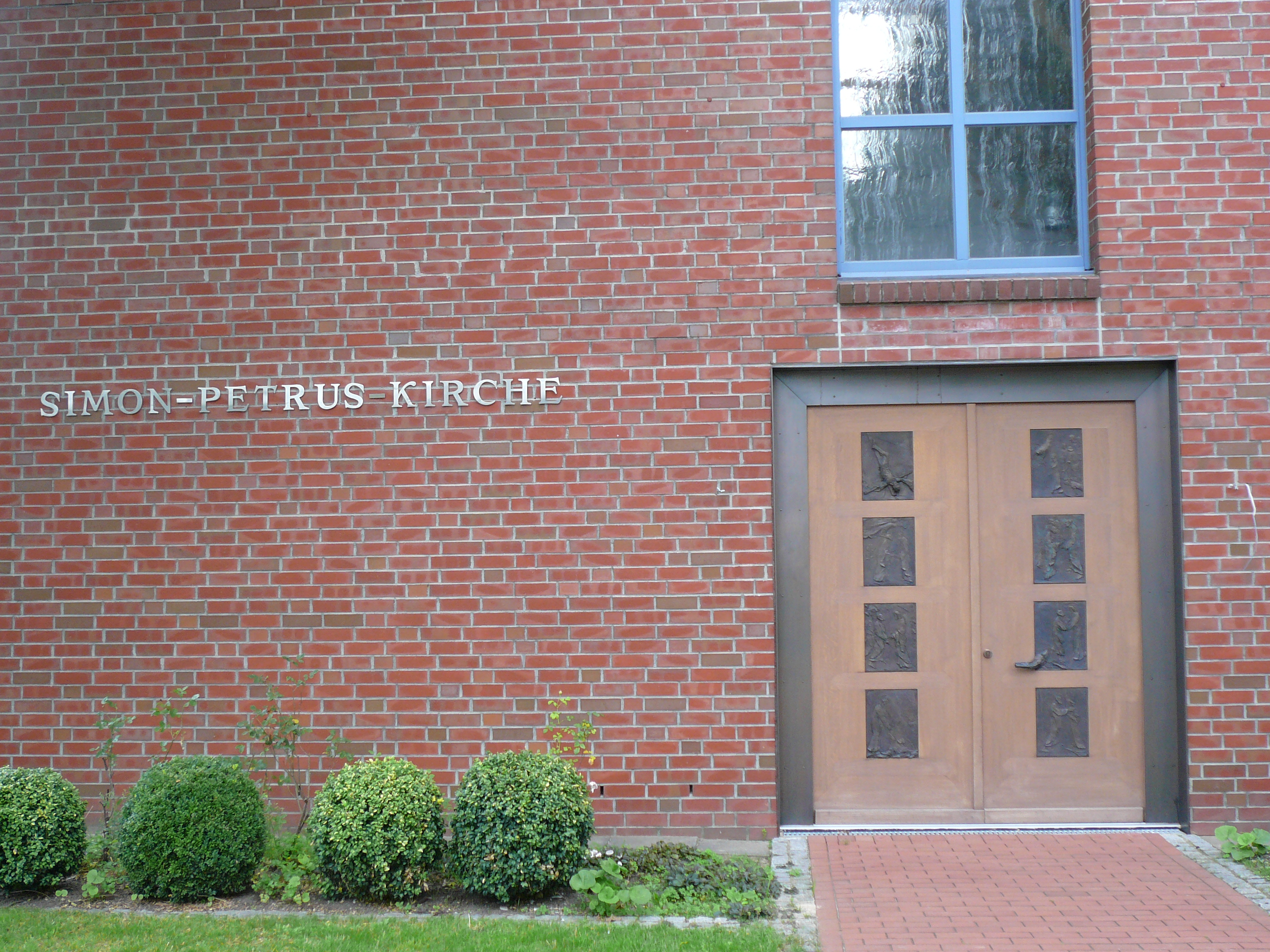
Das Portal

Die Simon-Petrus-Kirche befindet sich im Bremer Ortsteil Habenhausen im Stadtteil Obervieland. Sie ist der neueste Sakralbau der Bremischen Evangelischen Kirche nach Plänen von Will Baltzer aus Wuppertal und bildet gemeinsam mit der St. Johannes-Kirche im angrenzenden Ortsteil Arsten die Evangelische Kirchengemeinde Arsten-Habenhausen.

## Baugeschichte
Der Bau der Simon-Petrus-Kirche wurde notwendig, da durch Neubebauung und damit verbundenen Bevölkerungszuwachs die St. Johannes-Kirche und das dazugehörige Gemeindezentrum in Arsten nicht mehr über ausreichende Kapazitäten verfügten.
Die Kirche wurde am 17. Dezember 1995, dem dritten Advent, eingeweiht. Später wurden weitere Bauelemente hinzugefügt (z. B. Glocken, Orgel, künstlerisch gestaltete Fenster und Türen).

## Architektur
Das äußere Erscheinungsbild wird von der modernen Architektur mit Backsteinen dominiert; Metall- und Glaselemente ergänzen die Architektur. Das Kirchenschiff  in Ost-West-Richtung und besitzt einen quaderförmigen, gläsernen Dachaufsatz. Es hat einen nahezu rechteckigen Grundriss, bis auf zwei Unregelmäßigkeiten: Die Sakristei an der nordöstlichen Ecke und die runde Apsis am Ostende. Gemeinsam mit dem Gemeindehaus, an das die Kirche angeschlossen ist, umschließt sie den gepflasterten Kirchhof. Mit dem Gemeindehaus über eine Mauer und einen Wandelgang verbunden ist der gut 18 Meter hohe Glockenturm. Er besteht aus offenliegenden Stahlstreben, welche nur im oberen Drittel mit Holz ummantelt sind. Hier befindet sich das Glockenspiel.

### Innenraum
Die Innenwände sind weiße und die Dachbalken naturfarbenen. Durch das zum Teil gläserne Dach fällt viel Licht ins Innere. Das Kirchenschiff fasst ungefähr 240 Personen, kann aber bei besonderen Anlässen erweitert werden.

Der Bildhauers Thomas Duttenhoefer gestaltete das Altarkreuz, die Kanzel, eine kleine Pieta und den Unterbau des Altars. Die Altarplatte stammt aus dem Mittelalter. Weiterhin gibt es ein Taufbecken und fünf verschieden gestaltete Fenster.

#### Kanzel
Die Kanzel fertigte Thomas Duttenhoefer aus mit Edelrost überzogenem Eisen. Auf ihrer Vorderseite, die sich leicht in Richtung der Gemeinde wölbt, prangt ein Fragment eines Fischernetzes. Das Netz soll an den Namensgeber der Kirche erinnern, den Apostel und Fischer Simon Petrus, der von Jesus von Nazaret zum „Menschenfischer“ berufen wurde (Lukas 5,10 ).

#### Altarkreuz
Auch das Altarkreuz ist von Thomas Duttenhoefer geschaffen. Es ist aus Eisen und mit Edelrost überzogen. Das 1997 übergebene Kreuz lehnt in der Apsis hinter dem Altar und ist ca. 3 Meter hoch und 1,5 Meter breit.
Duttenhoefer legte auf die Symbolik des Dargestellten wert. So liegt beispielsweise der linke Arm Jesus von Nazarets ausgestreckt am Querbalken und die Hand weist geöffnet zum Himmel. Das Ohr wiederum ist der Gemeinde und ihren Gebeten zugewandt. Das Gesicht des Gekreuzigten ließ der Künstler verhüllt.

#### Altarplatte
Die Altarplatte (Abmessungen ca. 1,90 m × 1,10 m × 0,20 m) besteht aus Sandstein und besitzt an ihrer Oberseite fünf Weihekreuze. Es wurde geschätzt, dass die Platte von um 1250 stammt.

Sie befand sich die in der Arster St. Johannes-Kirche. Es wurde vermutet, dass sie zur Zeit der zweiten Reformation, während der Wechsel der Bremer Kirchen von der Lutherischen Lehre zur Reformierten Lehre stattfand, im Zeitraum von 1581 bis 1595 abgebrochen wurde.
1581 schickte man den reformierten Theologieprofessor Christoph Pezel aus Hessen-Nassau nach Bremen, um die Kirche dort neu zu ordnen. Ihm auferlegt war, wie er selber niederschrieb:
„die Umgestaltung der Gottesdienste im reformierten Sinne […] Die Hochaltäre und Bilder wurden aus den Kirchen entfernt.“
Zwei Jahre später erschien eine Abhandlung Pezels, in der er die Entfernung der
„hültzernen und ganz ungestalten bilder und götzen“
rechtfertigte. Im Rückblick auf seine Tätigkeit schrieb Pezel 1595 im Consensus Bremensis:
„Nuhn haben […] viel Evangelische Kirchen […] die Altarn gentzlich abgeschafft und brauchen an derselben statt bequeme tisch, mit gewandt oder tuch bedeckt, die da für und für an einer stedte gelassen, und darauff das Abendtmahl zu gebührender Zeit ausgetheilet wird. lassen wir […] als ein stück der christlichen freyheit sein, das man nach abthuung des götzenwercks, das Mauerwerk der Altarn, als einen steinern tisch in den kirchen gebrauche […].“
Diese Einsicht kam damals für viele Kircheninneneinrichtungen zu spät, so auch für die Altarplatte aus Arsten. Historiker datieren ihren Abbruch auf das Jahr 1586. Denn zu diesem Jahr vermerkte der Archivar Hermann Post in seiner Chronik:
„In diesem Jahr sind die päbstlichen altäre wovon noch hin und wieder unterschiedene in denen pfarrkirchen übrig geblieben, gantzlich weggethan“.
Anschließend hat man die Platte wohl als Bodenfragment im Kirchenschiff verlegt. Bei einer umfassenden Restaurierung der St. Johannes-Kirche im Jahre 1899 wurde die Platte vermutlich bearbeitet. Darauf deuten leichte Beschädigungsspuren auf ihrer Rückseite und Kantenbearbeitungen hin, die den Schluss nahelegen, dass die Platte neu eingepasst werden sollte. 1966 entfernte man sie bei einer weiteren Renovierung aus dem Boden und benutzte sie als Tischplatte eines Steintisches im Garten des Gemeindezentrums in Arsten. Seit 1995 dient sie nun in der Simon-Petrus-Kirche wieder als Altarplatte.

#### Orgel
Die Orgel wurde entstand 1942 im Werk von der Firma Metzler Orgelbau im schweizerischen Dietikon und war eine Produktion für die katholische Kirche im nördlich von Zürich gelegenen Rafz. Als diese Kirchengemeinde die Orgel zum Verkauf anbot, wurde die Orgel angekauft. Nach einer Generalrestaurierung und Bau eines neuen Gehäuses aus Kirschbaumholz ist sie seit 1998 im Einsatz.
Die Dispositionen der Orgel lauten wie folgt:
| I Manual C–? |    |
| Prinzipal    | 8′ |
| Rohrflöte    | 8′ |
| Octave       | 4′ |
| Mixtur       | 2′ |

| II Manual C–? |       |
| Gedackt       | 8′    |
| Prinzipal     | 4′    |
| Gedeckt Flöte | 4′    |
| Sesquialter   | 2 ⁄3′ |
| Oktave        | 2′    |

| Pedal C–? |     |
| Subbaß    | 16′ |
| Gemshorn  | 8′  |

#### Petrusfenster
2000 nahm die Gemeinde Kontakt zur Künstlerin Hella Santarossa auf. Sie war durch die Gestaltung der Fenster in der Heiliggeistkirche zu Heidelberg bekannt geworden. Die neuen Fenster wurden 2002 eingeweiht.
Santarossa gestaltete, ausgehend vom Namen Petrus, was Fels bedeutet, eine Materialiencollage aus weißem, grünem und blauem Glas, Muscheln, Metall, Steinen, Treibholz und anderen Gegenständen.
Ihr Ziel war es, die drei Fenster, getrennt durch zwei Mauerstützen, zu einer Einheit zusammenzufügen. Dies gelang ihr mit einem Kreis aus Vulkansteinchen aus dem Taunus, der sich über alle drei Teile zieht. Die Steinchen befinden sich sowohl innerhalb der zwei Scheiben, als auch darauf, so dass sie zum Teil erhaben sind. Weiterhin findet man im Fenster kleine Glaskugeln, Krebsscheren und zwei Angelfliegen. Außerdem wurden Folienstücke mit Teilen von Bibelzitaten in die Fenster eingearbeitet.
Die Muscheln und Meeresschnecken wurden auf dem Kirchhof des niederländischen Dorfes Zurich nahe dem Abschlussdeich gesammelt und nach Bremen gebracht. Die Krebsscheren waren schwieriger zu beschaffen. Die mit der Produktion der Fenster beauftragte Glaserei Derix Glasstudios Taunusstein-Wehen schrieb daher am 15. April 2002 an Santarossa:
„Es ist […] gelungen, aus Privatkreisen eine gewisse Menge an Muscheln zu bekommen. Allerdings bleibt die Suche nach Krebsscheren (auch aufgrund der geographischen Lage Hessens) nahezu unmöglich. Vielleicht könnten Sie sich in derartigen Details ein wenig einschränken?“
Angestellte der Firma schalteten ihre an der Ostküste der Vereinigten Staaten von Amerika lebenden Verwandten ein und einige Zeit später erhielten sie ein Paket mit frischen, allerdings unbehandelten Krebsscheren. Es gelang nicht restlos das Fleisch aus den Scheren zu entfernen, ohne diese zu zerbrechen. Deshalb überzog man sie mit einem Speziallack, der sie geruchssicher machte.

#### Tauffenster
In der südwestlichen Ecke des Kirchenschiffes, der Taufecke, wurden im Februar 2003 zwei weitere von der Künstlerin gestaltete Fenster eingesetzt. Je eines befindet sich zu beiden Seiten der Ecke, also eines an der West- und eines an der Südwand.
Sie sah in der Farbgebung – reines blau und reines rot – Himmel und Hölle. Andere Interpretationen sprechen vom Wasser der Taufe bzw. geöffneten Himmel und von der Liebe Gottes und dem Feuer des Heiligen Geistes.

### Glocken
Die 18 Glocken der Simon-Petrus-Kirche, die zusammen 1432 Kilogramm wiegen, wurden von der niederländischen Firma Petit & Fritsen  in Aarle-Rixtel bei Helmond aus Bronze gegossen.
Die c2 ist die größte und schwerste Glocke. Sie wiegt etwa 250 Kilogramm. Es folgen die d2 und die f2. Die kleinste Glocke, g3, hat ein Gewicht von lediglich 28 Kilogramm.
Im Jahre 2011 hat die Gemeinde aus Anlass des zehnjährigem Jubiläums des Glockenspiels beschlossen, sechs weitere Glocken gießen zu lassen, so dass mittlerweile 24 Glocken zum Carillon gehören. Die Finanzierung der etwa 20.000 € teuren Anschaffung hat die Habenhauser Schaffergesellschaft übernommen.

#### Glockenspiel
In das Glockenspiel, das Größte links der Weser und eines von nur insgesamt fünf in Bremen (die vier anderen befinden sich in der St. Marien-Kirche in Bremerhaven, in der St. Magni-Kirche im Bremer Ortsteil St. Magnus, in der Kapelle des Klinikums Bremen-Mitte und in der St. Martini-Kirche in der Bremer Altstadt), sind alle Glocken mit eingebunden.
Wie bei den meisten Glockenspielen, schwingen die Glocken nicht, sondern sind fest montiert und werden von einem Anschlaghammer geschlagen, welcher durch einen elektromagnetischen Impuls ausgelöst wird. Die Steuerung erfolgt über einen Musical-Instrument-Digital-Interface-Computer. Über ein Keyboard können Konzerte gegeben werden.
Jeden Tag um 12:00 Uhr, 15:00 Uhr und 18:00 Uhr spielt das Glockenspiel eine Melodie oder ein Lied. Diese Uhrzeiten sind traditionsgemäß Gebetszeiten in der Kirche. Die Lieder entstammen entweder dem Evangelischen Gesangbuch oder dem reformierten Psalter.

#### Geläut
Drei Glocken bilden eine Ausnahme. Die sogenannten Läuteglocken können frei schwingen. Bei ihnen handelt es sich um die drei Größten.
Die c2 ist die Feiertags- und Festglocke. Sie trägt zwei Inschriften. Conserva Domine Hospitium Tuae Ecclesiae heißt so viel wie Bewahre, Herr, die Herberge deiner Kirche. Diese Schrift stand schon im 17. Jahrhundert am Brückentor zur Bremer Innenstadt und bis zum Ersten Weltkrieg auf einer der großen Glocken des Bremer Doms. Die zweite Inschrift lautet Ich will dich erheben, mein Gott, du König, und deinen Namen loben immer und ewig und ist dem 145. Psalm entnommen.
Bei der d2 handelt es sich um die Trauer- oder Trostglocke. Sofern ein Gemeindemitglied verstorben ist, schlägt sie von 11:30 Uhr bis 11:35 Uhr. Auch diese Glocke hat eine Inschrift aus dem 145. Psalm, die da lautet Der Herr hält alle, die da fallen, und richtet alle auf, die niedergeschlagen sind.
Die dritte Läuteglocke ist die f2, die Gebetsglocke, die mit dem Spruch Ich will dich täglich loben und deinen Namen rühmen immer und ewig geziert ist, welcher ebenfalls aus dem 145. Psalm stammt.
Die Läuteordnung steht wie folgt:
- Beerdigungsgottesdienst: d2 (Trauer- oder Trostglocke) und f2 (Gebetsglocke)
- Todesfall in der Gemeinde: d2 (Trauer- oder Trostglocke) von 11:30 Uhr bis 11:35 Uhr
- Hochzeit: c2 und d2 (Trauer- oder Trostglocke)
- Taufgottesdienst: c2 (Feiertags- und Festglocke) und d2 (Trauer- oder Trostglocke)
- Zum Vaterunser im Sonntagsgottesdienst: Sieben Schläge der f2 (Gebetsglocke)
- Einläuten des Sonntags: Sonnabendabend c2 (Feiertags- und Festglocke) und d2 (Trauer- oder Trostglocke) von 18:00 Uhr bis 18:10 Uhr
- Vorbereitung auf den Sonntagsgottesdienst: c2 (Feiertags- und Festglocke) und d2 (Trauer- oder Trostglocke) um kurz nach 9:00 Uhr
- Einläuten des Sonntagsgottesdienstes: c2 (Feiertags- und Festglocke), d2 (Trauer- oder Trostglocke) und f2 (Gebetsglocke) um kurz vor 10:00 Uhr
- Festtage: c2 (Feiertags- und Festglocke), d2 (Trauer- oder Trostglocke) und f2 (Gebetsglocke)

Der Stundenschlag, gegeben von 6:00 Uhr bis 22:00 zu jeder vollen und halben Stunde, setzt sich aus den drei Läuteglocken und der viertgrößten Glocke zusammen. Vor jeder vollen Stunde wird kurz der Anfang des 93. Psalms mit der Melodie Der Herr ist König, er ist hoch erhöht gespielt.

## Gemeinde
Die Gemeinde, zu der die Kirche gehört, trägt den Namen Evangelische Kirchengemeinde Arsten-Habenhausen, die neben Simon-Petrus-Kirche und Gemeindezentrum im benachbarten Stadtteil Arsten die St. Johannes-Kirche mit Gemeindezentrum unterhält.
Zur Gemeinde, die etwa 7200 Mitglieder hat, gehören ferner je ein Kindergarten in Habenhausen und in Arsten sowie ein Friedhof in Arsten.